# Феликс Юниорин Полемий
Феликс Юниорин Полемий (лат. Felix Iuniorinus Polemius) — римский политический деятель второй половины IV века.
Примерно между 375 и 378 годом Полемий занимал должность консуляра Нумидии. В промежутке между 388 и 390 или 392 годом он находился на посту проконсула провинции Африка. В 390 году Полемий был префектом претория Италии и Иллирии.